# Åby Travgymnasium

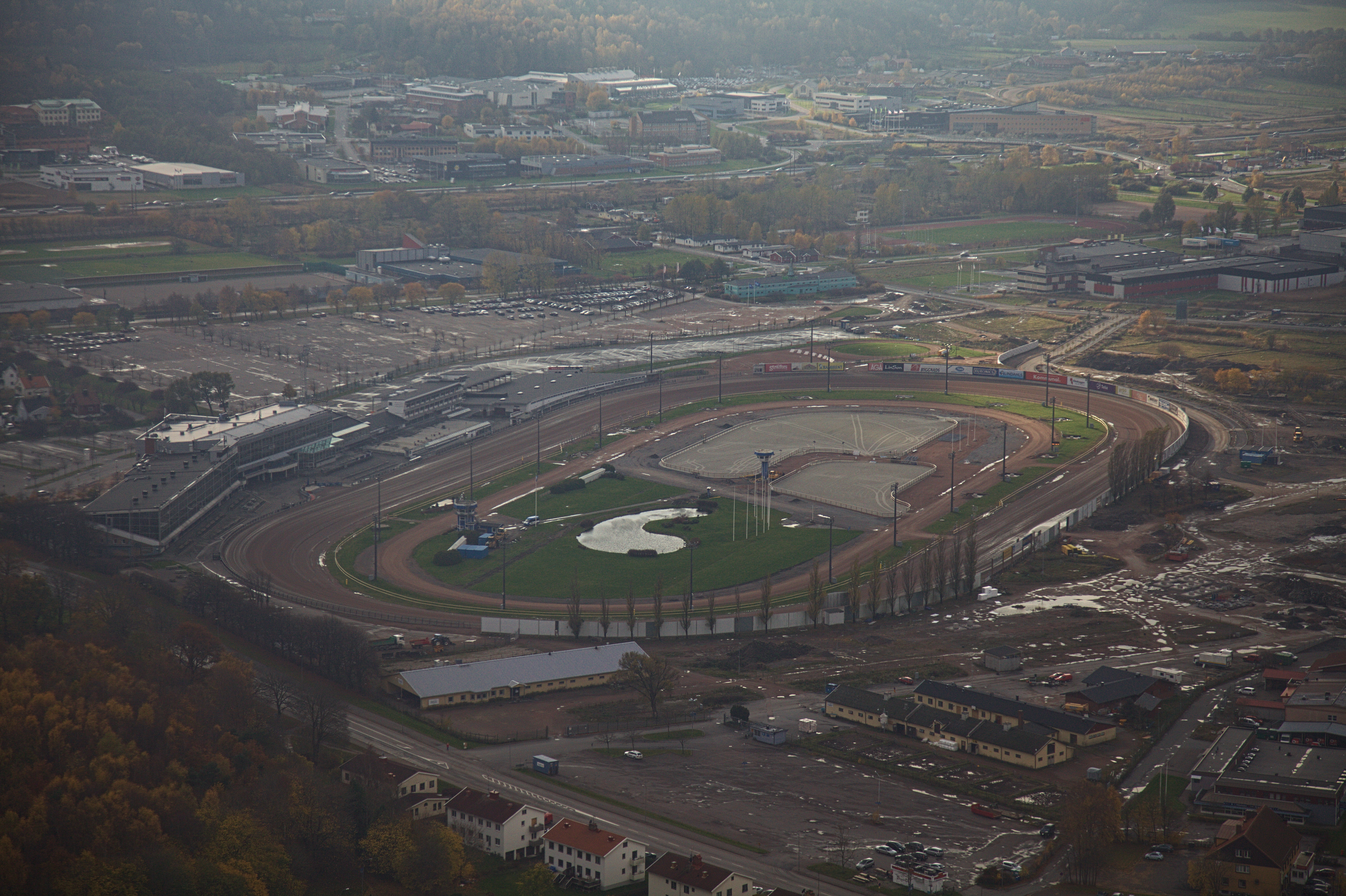
Helikopterbild över Åbytravet. Åby Travgymnasium finns i lokalerna hitom banan.

Åby Travgymnasium, förkortat ÅTG, är en av Sveriges äldsta travspecialiserade gymnasieutbildningar som startade hösten 2005 och är förlagd till Åbytravet i Mölndals kommun, söder om Göteborg. Gymnasiet är en riksrekryterande skola vilket gör att oavsett bostadsort i Sverige och Norden, kan alla behöriga högstadieungdomar söka till det 3-åriga "Naturbruksprogrammet (NB), Djur" med profil trav eller ridning. Eleverna på skolan får B-tränarlicens och möjlighet finns att också få både kör- och montélicens. 

## Täta ägarbyten
Den 21 februari 2011 såldes gymnasiet av Gothia Independent AB till Lernia College AB via bolaget Portalen Kompetens AB där alla av Portalens gymnasieskolor ingår.
Den 22 april 2012 avtalade Sveriges Ridgymnasium AB (SRG) med Lernia College AB om att överta Åby Travgymnasium.
Den 10 oktober 2012 riktade skolinspektionen hård kritik mot Åby Travgymnasium kring låga skolresultat, brister i elevhälsa och värdegrundsarbetet.